# Кинепешть
Кинепешть, Кинепешті (рум. Cânepești) — село у повіті Горж в Румунії. Входить до складу комуни Беленешть.
Село розташоване на відстані 223 км на захід від Бухареста, 13 км на північний схід від Тиргу-Жіу, 90 км на північ від Крайови.

## Населення
За даними перепису населення 2002 року у селі проживали 88 осіб, усі — румуни. Усі жителі села рідною мовою назвали румунську.